# Gilley, Doubs
Gilley är en kommun i departementet Doubs i regionen Bourgogne-Franche-Comté i östra Frankrike. Kommunen ligger i kantonen Montbenoît som tillhör arrondissementet Pontarlier. År 2022 hade Gilley 1 805 invånare.

## Befolkningsutveckling
Antalet invånare i kommunen Gilley
Referens:INSEE